# Emisja promieniowania

Emisja cząstki alfa przez jądro atomowe

Emisja gamma wytwarzana jest w wyniku przemian jądrowych

Emisja promieniowania – wysyłanie przez wzbudzony układ fizyczny (np. atom, jądro atomowe, ciało makroskopowe) energii w postaci promieniowania zarówno fal (np. światła, fal radiowych, dźwięku), jak i korpuskularnego (np. elektronów, cząstek α, fotonów).
Procesem odwrotnym jest absorpcja w znaczeniu fizycznym.